# تپه خارابالیق
تپه خارابالیق مربوط به عصر مفرغ - عصر آهن - دوره اشکانیان است و در شهرستان گرمی، بخش موران، دهستان آزادلو، روستای اژدرلی واقع شده و این اثر در تاریخ ۱۲ دی ۱۳۸۶ با شمارهٔ ثبت ۲۰۳۰۴ به‌عنوان یکی از آثار ملی ایران به ثبت رسیده است.